# Геттон, Джеймс
Джеймс Хаттон (или Геттон; англ. James Hutton; 3 [14] июня 1726[…], Эдинбург, Великобритания — 26 марта 1797[…], Эдинбург, Великобритания) — британский естествоиспытатель, основатель школы вулканистов, или плутонистов. Занимался сельским хозяйством, геологией, физикой и химией. Считается «отцом геологии».

## Биография
Родился 3 июня 1726 года в многодетной семье коммерсанта и казначея Эдинбурга. Отец Джеймса рано умер.
Закончил Королевскую школу в Эдинбурге, где он интересовался в основном математикой и химией и в возрасте 14 лет поступил в Эдинбургский университет на юридический факультет, однако химические опыты интересовали его больше, чем судопроизводство.
В 18 лет он стал ассистентом физической лаборатории, одновременно посещая лекции по медицине в университете. Затем Хаттон уехал в Париж и, проведя там три года, в 1749 году получил степень доктора медицины в Лейденском университете по теории циркуляции крови. После этого Хаттон вернулся в Лондон, а затем в 1750 году в Эдинбург и возобновил химические опыты вместе со своим другом Джеймсом Дейви (James Davie). Их совместная работа по получению хлорида аммония из сажи переросла в успешный бизнес по производству кристаллической соли, используемой для окраски и металлообработки, и нюхательной соли, которая до этого была известна только в природном виде и привозилась из Египта.

### Фермерство и занятия геологией
Хаттон унаследовал две фермы в Бервикшире. На одну из них, Слайхаузиз, принадлежавшую семье с 1713 года, он переехал в начале 1750 года и начал проводить там эксперименты по растениеводству и скотоводству, вводя новшества из других частей Великобритании и записывая свои идеи и инновации, итогом которых стал его неопубликованный труд «The Elements of Agriculture».
Занятия сельским хозяйством обратили его внимание на метеорологию и геологию, а к 1753 году он уже серьёзно увлёкся изучением поверхности земли, с любопытством осматривая ямы, канавы, дно рек. Расчистка и работы по мелиорации фермы предоставляли для этого массу возможностей. Хаттон заметил, что значительная часть гор сложена из минералов и веществ, образованных останками животных, растений более древних времен. К 1760 году его наблюдения сложились в теорию. В 1764 году он отправился в геологическую экспедицию по северу Шотландии совместно с Джорджем Клерком Максвеллом.

### Эдинбург и строительство канала
В 1768 году Хаттон вернулся в Эдинбург, сдав ферму в аренду, но продолжая интересоваться её жизнью. Он также усовершенствовал способ получения красной краски из корней марены.
Джеймс Хаттон был одним из влиятельных просветителей Шотландии и дружил со многими научными светилами, среди которых Джон Плейфэр, философ Дэвид Юм, экономист Адам Смит и Джеймс Уатт.
Он был близким другом Джозефа Блэка, и они вместе с Адамом Смитом основали джентльменский «Устричный клуб» (англ. Oyster Club) для еженедельных встреч.
В 1767—1774 годах Хаттон принял активное участие в проектировании канала Форт энд Клайд, используя имеющиеся у него знания по геологии и являясь акционером и членом правления, а также инспектируя проводящиеся работы.

## Научный вклад
После 25 лет тщательного изучения эрозии речных долин и образования осадочных отложений в устьях рек Хаттон написал двухтомный трактат под названием «Теория Земли». «Теория Земли» была зачитана на двух лекциях в Королевском обществе Эдинбурга сначала его другом Джозефом Блэком 7 марта 1785 года (ввиду болезни Хаттона), а затем Хаттоном 4 апреля 1785 года. На заседании общества 4 июля 1785 года Хаттон сделал краткий обзор своей диссертации «Concerning the System of the Earth, its Duration and Stability».
Новые теории Хаттона противоречили популярной в то время теории нептунизма Абраама Вернера, считавшей образование всех гор следствием великого потопа. Хаттон же предположил, что внутренняя часть Земли раскалённая, и что эта раскалённая лава стала двигателем, вызвавшим формирование новых гор: Земля подвергается эрозии под действием ветра и воды и осаждается пластами на дно моря, затем раскалённая лава сливает отстоявшиеся слои в камни и поднимает их в виде новых участков суши. Эта теория получила название плутонизма.
Хаттон также разработал концепцию «тёмного времени» в противоположность теории катастроф. Существовавшее до этого времени мнение опиралось на визуальные наблюдения: неподвижно выглядящие горы, а также ущелья и вулканы должны были ввиду своих часто исполинских размеров возникнуть в результате внезапных катастроф. Впервые Хаттоном была выдвинута гипотеза, что существует геологическое время, не совпадающее с возрастом человеческой цивилизации и не имеющее отношение к библейскому сотворению мира. Исходя из его наблюдений, что отложения осадочных пород накапливаются, вероятно, со скоростью всего лишь один дюйм в год, Хаттон сделал вывод, что для накопления достаточного количества осадочных пород потребовались сотни тысяч лет. Таким образом, Хаттон утверждал, что Земле не несколько тысяч, а несколько миллионов лет и точную дату её создания определить невозможно. Основным аргументом Хаттона было то, что наблюдаемые им результаты геологических сдвигов и изменений не могли произойти за столь короткое время и что процессы, происходившие в прошлом, происходят и в настоящем, медленно и постоянно (см. также принцип непрерывности). Хаттон выдвинул концепцию актуализма, согласно которой геологические процессы, действующие ныне, ничем не отличаются от процессов, действовавших в прошлом и сформулировал принцип актуализма фразой «Настоящее — ключ к прошлому».
«Теория Земли» впервые была опубликована в 1788 г. В 1795 году Хаттон опубликовал переработанное издание — двухтомник «Теория Земли» («Theory of the Earth»).
Хаттон уделял своё внимание не только земле, но и атмосфере. «Теория Земли» была продолжена «Теорией дождя». Он утверждал, что количество влаги, которое может удерживать воздух, повышается вместе с температурой и, следовательно, при перемешивании двух воздушных масс с разной температурой часть влаги должна конденсироваться в видимой форме. Хаттон собрал сведения относительно количества осадков и климата в разных регионах мира и пришёл к заключению, что количество осадков регулируется степенью влажности воздуха с одной стороны и перемешиванием потоков воздуха в более высоких слоях атмосферы с другой стороны.
Хаттон также поддерживал идею эволюции живых существ и даже предполагал наличие механизма естественного отбора.
Теории Хаттона были повторно изложены Джоном Плейфэром в 1802 году, а затем развита в книгах Чарлза Лайеля. Книги Лайеля с увлечениям читал Дарвин во время своего путешествия на «Бигле», и теории Хаттона натолкнули его на мысль развить идею естественного отбора для объяснения происхождения видов. Д.Репчек в своей книге «Человек, который открыл время: Джеймс Хаттон и открытие древности Земли» пишет: «Хаттон отнял „у вещей их божественное начало“, а Дарвин „непосредственно отнял концепцию божественного начала у человека“».

### Поиск доказательств

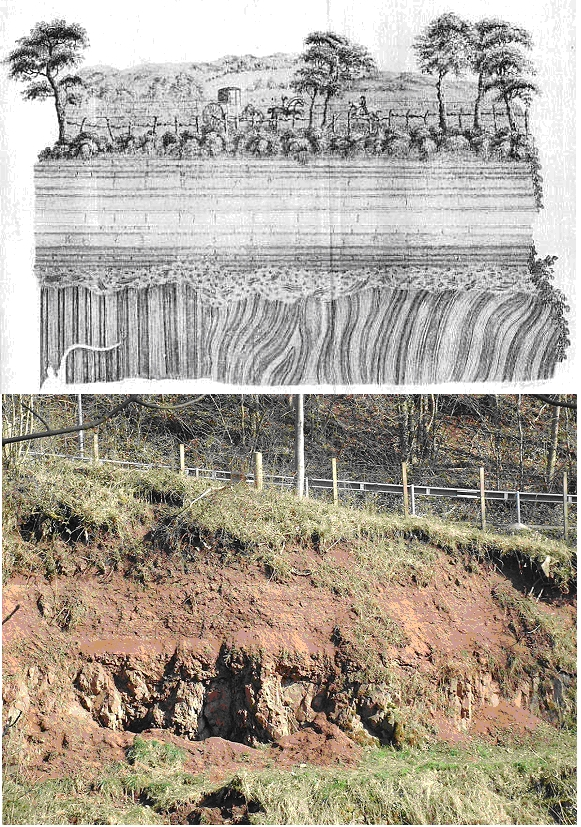
Пример несогласного напластования Хаттона

В местности под названием Глен Тильт в Кернгормских горах, недалеко от города Данди, Хаттон и его друзья впервые обнаружили, как жилы розового гранита проходят через чёрный слюдистый сланец. Это указывало на то, что гранит был моложе сланца и сформировался, попав в сланец в расплавленном состоянии и затем остыв.
Точно также прожилки белого кварца в серых гранитных валунах шотландских долин свидетельствовали о том, что расплавленный кварц под огромным давлением прокладывал путь внутрь гранита.
Хаттон нашел подобное же проникновение вулканических пород в осадочную породу и недалеко от Эдинбурга в скалах Солсбери, примыкающих к холму Трон Артура. Затем другие примеры в Галевее (Galloway) в 1786 году и на острове Арран в 1787.
Существование несогласных напластований было замечено ещё Николасом Стено и французским геологом Орасом де Соссюром, давшего им название «начальных формаций» в рамках теории нептунизма. Хаттон хотел сам исследовать подобные формации, чтобы увидеть специфические признаки взаимосвязи между пластами пород.
В 1787 году во время экспедиции на Арран он нашёл первый пример так называемого несогласного напластования Хаттона к северу от мыса Ньютона (Newton Point).
Затем Хаттон нашёл второй пример несогласного напластования у города Джедборо, в слое осадочных пород.
Весной 1788 года он отправился вместе с Джоном Плейфером на побережье Берикшира и нашёл ещё несколько примеров в долинах Tour and Pease Burns недалеко от Кокбернспат (Cockburnspath). Затем они проплыли на лодках вдоль восточного побережья Северного моря вместе с геологом Джеймсом Холлом для исследования открытых горных пород скал.
Недалеко от мыса Сиккар-Пойнт на восточном побережье Шотландии он нашёл пример несогласного напластования: двухцветный утёс, чья нижняя, тёмная часть была сложена из сланца. Его слои располагались почти вертикально, тогда как находящиеся в верхней части слои песчаника лежали горизонтально. Согласно гипотезе Хаттона вначале сланец раскололся, а впоследствии на него был нанесён песок.

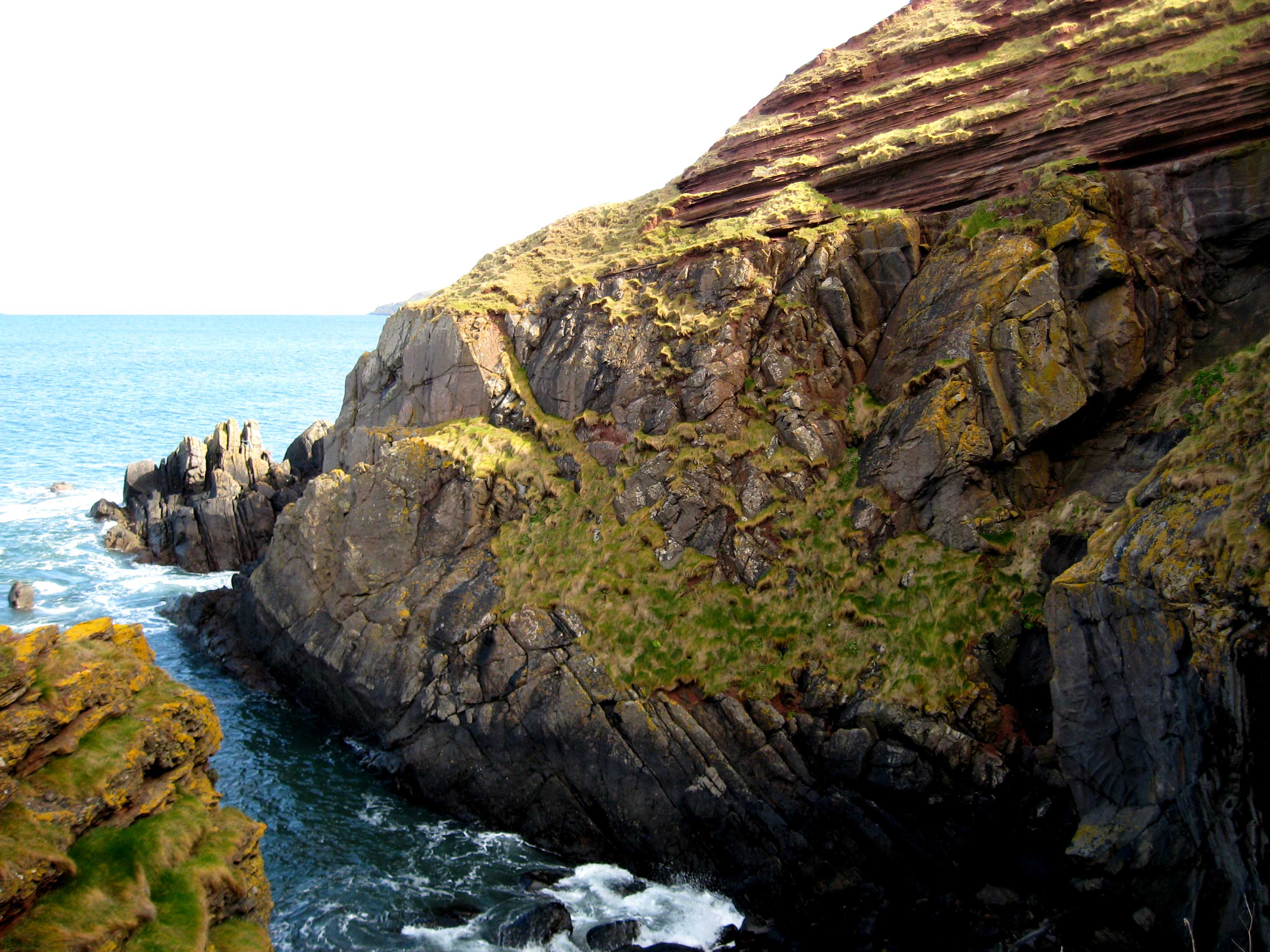
Двухцветный утёс на мысе Сиккар-Пойнт

Далее они нашли несколько валунов, состоявших из вертикальных пластов с волнообразными отметинами, что подтверждало версию Хаттона о том, что они лежали в море горизонтально до сдвига геологических пластов.
Хаттон предположил, что должно было пройти несколько циклов, каждый из которых включал осаждение пород на дно моря, затем их поднятие под наклоном, последующую эрозию и вновь осаждение на морское дно. В своём докладе перед Королевским обществом Хаттон заметил: «Мы не находим следов начала, и не имеем надежд конца». Эти простые слова Хаттона вошли в песню Грега Грэффина (Greg Graffin) в альбоме «No Control».

## Работы
- 1785. Abstract of a dissertation read in the Royal Society of Edinburgh, upon the seventh of March, and fourth of April, MDCCLXXXV, Concerning the System of the Earth, Its Duration, and Stability. Edinburgh. 30pp.
- 1788. The theory of rain. Transactions of the Royal Society of Edinburgh, vol. 1, Part 2, pp. 41-86.
- 1788. Theory of the Earth; or an investigation of the laws observable in the composition, dissolution, and restoration of land upon the Globe. Transactions of the Royal Society of Edinburgh, vol. 1, Part 2, pp. 209—304.
- 1792. Dissertations on different subjects in natural philosophy. Edinburgh & London: Strahan & Cadell.
- 1794. Observations on granite. Transactions of the Royal Society of Edinburgh, vol. 3, pp. 77-81.
- 1794. A dissertation upon the philosophy of light, heat, and fire. Edinburgh: Cadell, Junior, Davies.
- 1794. An investigation of the principles of knowledge and of the progress of reason, from sense to science and philosophy. Edinburgh: Strahan & Cadell.
- 1795. Theory of the Earth; with proofs and illustrations. Edinburgh: Creech. 2 vols.
- 1797. Elements of Agriculture. Неопубликовано.
- 1899. Theory of the Earth; with proofs and illustrations, vol III, Edited by Sir Archibald Geikie. Geological Society, Burlington House, London.

## Память
В 1970 г. Международный астрономический союз присвоил имя Хаттона кратеру на обратной стороне Луны.
В честь него был назван минерал — хаттонит.